# Cristóbal Obregón
Cristóbal Obregón es una localidad del estado mexicano de Chiapas. Es parte del municipio de Villaflores.

## Demografía
| Gráfica de evolución demográfica |
|                                  |

| Censo | Población |
| ----- | --------- |
| 1930  | 42        |
| 1940  | 1 081     |
| 1950  | 1 598     |
| 1960  | 2 043     |
| 1970  | 2 452     |
| 1980  | 2 162     |
| 1990  | 3 803     |
| 2000  | 3 913     |
| 2010  | 4 664     |
| 2020  | 4 996     |